# Ники (авио-компанија)
Ники је била аустријска нискотарифна авио-компанија са седиштем у Швехату, у околини Беча, Аустрија. Хаб авио-компаније се налази на међународном аеродрому у Бечу.
Поред редовних летова, Ники из Беча, Салцбурга и Фридрихсхафена је обављала летове до туристичких дестинација у Европи и Египту у име агенције „Некерман рајсен“.

## Историја
Ники је почела са операције дана 28. новембра 2003. године са привременим именом ФлајНики. Дана 9. јануара 2004. године, Ники је најавила сарадњу са немачком авио-компанијом Ер Берлин. Те две авио-компаније зову своју сарадњу „прва европска нискотарифна авио-компанијска алијанса“. Руска авио-компанија С7 ерлајнс планира да се учлани.
Авио-компаније је делимично у власништву Ер Берлина (24%). Од марта 2007. године, Ники запошљава 197 људи.

## Одредишта
Ники саобраћа до туриштичких дестинација у Европи и у Египту из Беча, Салцбурга, Линца и Граца.

## Флота
Од 1. новембра 2009. године, флота Никија се састоји од следећих авиона:
| Авион       | Укупно | Поручених | Седиште |
| ----------- | ------ | --------- | ------- |
| Ембраер 190 | 2      | 8         | 104     |
| Ербас А319  | 2      | 0         | 150     |
| Ербас А320  | 6      | 11        | 180     |
| Ербас А321  | 2      | 1         | 212     |